# ボーイング スターライナー1
検証後ミッション-1（PCM-1）とも呼ばれるボーイング スターライナー1（Boeing Starliner-1）は、商業乗員輸送計画の一環として国際宇宙ステーション（ISS）へのボーイング スターライナーの初めての実運用有人ミッションとして計画されている。スターライナー全体としては4回目の軌道飛行ミッションとなる。打ち上げはCFTが上手く行かず多数の未解決問題が発生しているために未定となっている。

## クルー
このミッションがスターライナーの初めての実運用飛行となることから、ロスコスモスは商業乗員輸送計画での飛行が成功するまではスターライナーにロシアの宇宙飛行士を搭乗させない旨を明言しているため、このミッションにはロシアの飛行士は搭乗しない見通しである。
2022年4月18日にNASAはバリー・ウィルモア、マイケル・フィンク、スニータ・ウィリアムズといった幹部クラスのスターライナー宇宙飛行士のうちの誰がCFTミッションおよびこのミッションで飛行するのかは最終決定していないと述べた。2022年6月16日、CFTが2名搭乗の飛行試験であることを確認し、ウィリアムズがCFTミッションに割り当てられた。
2022年9月30日、スコット・D・ティングルが指揮官として、マイケル・フィンクがパイロットして割り当てられた。フィンクはBoe-CFTの予備クルーでもある。
2023年11月22日にカナダ宇宙庁によってジョシュア・クトリックがこのミッションに割り当てられた。
打ち上げが遅延したことから、当初スターライナー1に割り当てれていた数人の宇宙飛行士が他のミッションに再割り当てされた：2018年にはスニータ・ウィリアムズはスターライナー1で飛行する予定だったが、その後、より早い時期のCFTに再割り当てされた。
ジャネット・エプスは2020年8月25日にスターライナー1ミッションに加えられたが、2023年8月にスペースX Crew-8ミッションに再割り当てされた。若田光一は2021年5月21日に公式にスターライナー1ミッションに加えられたが、その後、2022年10月に打ち上げられたスペースX Crew-5ミッションに再割り当てされた。

## ミッション
このミッションは、スターライナー宇宙船の初めての再利用となることを目的としていた。この宇宙船は、2019年12月に最初の無人軌道飛行試験ミッションで初めて飛行した。2019年12月22日にスニータ・ウィリアムズ（この時点ではこのミッションの指揮官に割り当てられていた）はこの宇宙船の名前を「カリプソ」と発表した。しかしながら、カリプソはBoe-CFTで使用されるため、このミッションではスターライナー軌道飛行試験2で使用された宇宙船2号が使われることとなった。